# Kompsoprium speculare
Kompsoprium speculare är en mångfotingart som först beskrevs av Carl Graf Attems 1953.  Kompsoprium speculare ingår i släktet Kompsoprium och familjen Odontopygidae. Inga underarter finns listade i Catalogue of Life.